# ANS 1
ANS 1 (z hol. Astronomische Nederlandse Satelliet) je nizozemská astronomická družice určená k registraci ultrafialového záření hvězd do 10. magnitudy 5-kanálovým fotometrem, připojeným k 23 cm dalekohledu, a RTG záření. Startovala 30. srpna 1974 na dráhu s perigeem 258 km, apogeem 1173 km, sklonem 98 ° a oběžnou dobou 99,18 min. Orientace byla zajištěna s přesností 1 ". Hmotnost je 135 kg.